# Георгий (Тарасов)
Архиепи́скоп Гео́ргий (в миру Гео́ргий Васи́льевич Тара́сов, фр. George Tarassoff; 14 апреля 1893, Воронеж — 22 марта 1981, Париж) — епископ Константинопольского патриархата, архиепископ Сиракузский, управляющий Архиепископией православных русских церквей в Западной Европе.

## Биография
Родился 14 апреля 1893 года в Воронеже. Получил диплом инженера-химика. Во время Первой мировой войны вступил добровольцем в ряды военно-воздушных сил, а в 1916 году был направлен на Западный фронт изучать принципы, применяемые французской авиацией. После революции 1917 года остался на Западе, где в 1919 году вступил в ряды бельгийских военно-воздушных сил. После демобилизации с 1921 по 1934 год работал по инженерной специальности на производствах.
В 1928 году в Брюсселе митрополитом Евлогием (Георгиевским) был рукоположён во диакона к Никольскому храму, а позднее возведён в сан протодиакона. 3/16 апреля 1930 года в Никольской церкви Брюсселя архиепископом Александром (Немоловским) был рукоположён во пресвитера.
По словам митрополита Евлогия (Георгиевского), это был «…прекрасный, кроткий, высоконравственный пастырь; он имел такую же прекрасную жену-христианку, которая всецело отдала себя служению Христу и Церкви».
Когда в 1931 году митрополит Евлогий (Георгиевский) прервал административные отношения с митрополитом Сергием (Страгородским) и на временной основе был принят под омофор патриарха Константинопольского (русские приходы были объединены во «временно единую особую экзархию Святейшего Патриаршего Вселенского Престола на территории Европы»), иерей Георгий Тарасов последовал за ним.
В 1932 году от тяжкой болезни скончалась его супруга, а в 1933 году он был пострижен в монашество.
В 1940 году был назначен настоятелем Пантелеимонова храма в Брюсселе. Во время немецкой оккупации подвергался арестам и допросам. Был арестован и увезён в Германию епископ Александр (Немоловский), уменьшилось и число священников. Поэтому иеромонаху Георгию (Тарасову) приходилось обслуживать сразу четыре храма: свои два в Лёвене и Генте, а также два в Брюсселе — Пантелеимоновский на улице Турелль и кафедральный Никольский собор на улице Шевалье. Иногда в одном из них он служил обедницу, а после этого сразу ехал в другой, где служил литургию.
В сентябре 1944 года значительная часть Бельгии, включая Брюссель и Антверпен, была освобождена от немецкой оккупации. Возрождать там «евлогиевские» приходы выпало на иеромонаха Георгия (Тарасова).
В 1945 году в ответ на ходатайство митрополита Евлогия и его викариев был составлен Акт о воссоединении с Московским патриаршим престолом. Несмотря на это, после кончины митрополита Евлогия приходы, составлявшие экзархат, отказались сохранить каноническую связь с Матерью-Церковью и приняли решение остаться в составе Константинопольского патриархата на прежних основаниях.
7 января 1948 года Георгий был возведен в сан архимандрита.
В 1953 году архимандрит Георгий был избран викарным епископом митрополита Владимира (Тихоницкого), возглавлявшего тогда эти приходы. Архиерейская хиротония состоялась 4 октября 1953 года в Александро-Невском соборе в Париже, епископу Георгию был дан титул «епископ Сиракузский».
18 декабря 1959 года скончался митрополит Владимир (Тихоницкий). 12 июня 1960 года чрезвычайным епархиальным съездом епископ Сиракузский Георгий (Тарасов) был избран его преемником, а 12 октября патриархом Константинопольским Афинагором утверждён правящим епископом в звании экзарха с возведением в сан архиепископа. Возглавив экзархат, принял на себя звание настоятеля собора Александра Невского в Париже.
10 октября 1965 года патриарх Афинагор и Синод Константинопольского патриархата, ввиду того, что Русская церковь, «избавившись от разделений и организовавшись внутренне, приобрела и внешнюю свободу» и нужда во временной организации отпала, приняли решение об упразднении Экзархата православных русских приходов в Западной Европе; бывшему экзарху архиепископу Георгию было рекомендовано войти в общение с патриархом Московским Алексием I «для урегулирования каноническим путём положения возглавляемого им округа». 30 декабря архиепископ Георгий на пастырском собрании в Париже провозгласил бывший экзархат независимой и самостоятельной архиепископией Православной церкви Франции и Западной Европы. Это решение было поддержано пришедшим 16—18 февраля 1966 года общим собранием клира и представителей мирян. Константинопольский патриархат и некоторые Поместные церкви (Александрийская, Антиохийская и Иерусалимская) «негласно» признали самопровозглашение независимости бывшего экзархата, сохранив общение с архиепископом Георгием, в то время как Московская патриархия расценила его действия как неканоничные.
Церковная независимость западноевропейских русских приходов при этом не была полной. Согласно принятому в феврале 1966 года уставу архиепископии, архиепископ возносил имя патриарха Константинопольского в чинопоследованиях; патриарх Константинопольский являлся для архиепископии высшей апелляционной инстанцией; русские приходы продолжали получать святое миро от Константинопольского престола; закрепляющие независимость архиепископии положения устава о возможности самостоятельных архиерейских постановлений, об учреждении новых епархий не были реализованы.
22 января 1971 года решением патриарха Афинагора и Священного синода Константинопольского патриархата упразднённый экзархат был восстановлен в форме «Архиепископии русских православных приходов в Западной Европе» и подчинён митрополиту Галльскому, чтобы, как говорилось в Синодальной грамоте, русские приходы в Западной Европе «не были совершенно лишены высшего церковного надзора и связи с административной системой Церкви». Правомочность этого действия не была признана священноначалием Русской православной церкви, о чём было сказано в послании местоблюстителя патриаршего престола митрополита Крутицкого и Коломенского Пимена (Извекова) к патриарху Афинагору от 31 мая 1971 года.
Последние годы жизни архиепископ Георгий тяжело болел. Он скончался 22 марта 1981 года в возрасте 87 лет и похоронен в крипте кладбищенского храма в Сент-Женевьев-де-Буа.